# Jago Bay
Jago Bay är en vik i Kanada.   Den ligger i territoriet Northwest Territories, i den norra delen av landet, 3 700 km nordväst om huvudstaden Ottawa.
Trakten runt Jago Bay består i huvudsak av gräsmarker. Trakten runt Jago Bay är nära nog obefolkad, med mindre än två invånare per kvadratkilometer.